# Anetia cubana
Anetia cubana is een vlinder uit de familie Nymphalidae, onderfamilie Danainae.
De wetenschappelijke naam van de soort is voor het eerst geldig gepubliceerd in 1869 door Osbert Salvin.
De soort komt alleen voor op Cuba.